# Todd Verow
Todd Verow (* 11. November 1966 in Bangor, Maine) ist ein US-amerikanischer Filmemacher.  
Verow, der als Kind kleinere Rollen in Theaterstücken spielte, begann, während seines Studiums an der Rohde Island School of Design in Providence,  Filme zu drehen. Das Geld dazu verdiente er als Stricher auf der Straße. Danach studierte er Schauspiel und Regie an der Brown University und Kamera am American Film Institute. Anschließend arbeitete er als Kameramann und gründete seine Filmproduktionsfirma Bangorfilms. 
Verows Themen sind die Diskriminierung der Homosexualität in der Gesellschaft und Politik und die Auseinandersetzung mit der eigenen Sexualität. 
Einige Filme des in New York lebenden Filmemachers wurden auf Filmfestivals ausgezeichnet. Das Drama Little Shots of Happiness erhielt unter anderen, 1997 den Großen Preis der Jury des Long Island Filmfestivals. The Trouble with Perpetual Deja-Vu und Once and Future Queen erhielten in den Jahren 1999 und 2000 jeweils den Silver Jury Award des Chicago Underground Film Festival.

## Filmografie (Auswahl)
- 1993:	Terminal USA
- 1993:	Totally F***ed Up
- 1994:	Mod Fuck Explosion
- 1995:	Frisk
- 1997:	Little Shots of Happiness
- 2000:	A Sudden Loss of Gravity
- 2001:	Once and Future Queen
- 2004:	Anonymous
- 2004:	The Trouble With Perpetual Deja-Vu
- 2005:	Bulldog in the Whitehouse
- 2005:	Explicit
- 2005:	Vacationland
- 2008: Between Something & Nothing
- 2009: The Boy with the Sun in His Eyes
- 2012: Straße der bösen Jungs
- 2013: Tumbledown